# 上村病院
上村病院（かみむらびょういん）は、新潟県十日町市（旧中魚沼郡中里村）にある「一般財団法人上村病院」が運営していた病院である。1950年（昭和25年）設立され、十日町市、中魚沼郡の中核病院の一つとしての役割を果たしていた。
2018年（平成30年）3月末に、一般病棟を閉鎖し、一般財団法人を解散。4月1日から社会福祉法人清津福祉会に移行。入院機能のない「上村診療所」となった。

## 概要
- 資本金 2,619,471円
- 病院長 上村斉
- 病床数 111床
  - 第1病棟：介護療養型医療施設74床
  - 第2病棟：一般病棟37床（亜急性期病床10床）

## 診療科
- 内科
- 外科
- 皮膚科
- 整形外科
- 眼科
- 耳鼻咽喉科
- 婦人科
- リュウマチ外来

## 併設施設
- 居宅介護支援事業所
  - 新潟県十日町市田中ロ468番地1
- 介護老人保健施設「レインボーヴィラ清津」100床。
  - 新潟県十日町市田中庚42番地
- 健康増進施設「ゆあ〜ず」
  - 新潟県十日町市田中ロ468-1
- さくら湯「ふすばーと」（足湯）
- リハビリテーション

## スタッフ数
- 251人[いつ?]

## 診療時間
- 午前8:30〜12:00
- 受付時間：8:20〜11:30
- 休診日：日曜・祝日・年末年始・お盆。

## アクセス
- 所在地
  - 新潟県十日町市田中ロ468番地1
- 交通
  - JR飯山線越後田沢駅下車、徒歩2分。
  - 上越新幹線越後湯沢駅から北越急行ほくほく線経由JR十日町駅乗り換えで約55分。
  - 越後湯沢駅から南越後観光バス＜急行＞森宮野原駅線で約40分。
  - 関越自動車道塩沢石打インターチェンジから国道353号経由で約30分。

## 沿革
- 1938年（昭和13年）- 中魚沼郡中里村に上村正子が上村医院として開業[4]。
- 1950年（昭和25年）5月22日 - 財団法人上村病院を設立（院長　上村正子）。
- 1990年（平成2年）4月1日 - 介護老人保健施設「レインボーヴィラ清津」（定員100人）を開設[5]。
- 1998年（平成10年）- 敷地内で温泉を掘削。
- 2001年（平成13年）4月 - 厚生労働大臣認定温泉利用型健康増進施設「ゆあ〜ず」を開設。
- 2006年（平成18年）- 新潟県「健康関連ビジネスモデル推進事業」地域モデルで「予防医療-観光産業地域の展開」がプロジェクトに採択。
- 2007年（平成19年）10月1日 - 病院正面玄関前に足湯「さくら湯・ふすばーと」を開設。
- 2018年（平成30年）3月31日 - 閉院。一般財団法人解散。4月1日からは清津福祉会が「上村診療所」を開設する。

### 温泉療法
理事長の上村晃一は、新潟県内で3人いる温泉療法専門医の一人で温泉療法や予防医療に長年取り組み、2006年（平成18年）には新潟県健康関連ビジネスモデル推進事業の地域モデルとして、ホテルベルナティオと医療連携によるウォーキングとファスティングによる解毒と温泉の健康改善プログラムを提供し、滞在型健康サービスのビジネスモデル化と「妻有の郷」健康長寿の里づくりを推進している。
温泉は1998年（平成10年）に敷地内で掘削（湧出量毎分220リットル）、患者の介護浴・健康増進施設・足湯などにも利用している。